# ケン・メトカーフ
ケン・メトカーフ (Ken Metcalfe、生年月日不明) は、フィリピンを拠点に活動するアメリカ合衆国出身の俳優、脚本家、助監督、配役監督、製作者。
ケン・メトカーフ(スペル違いのKen Metcalf)、ケネス・メトカーフ(Kenneth Metcalfe)とクレジットされることもあった。ビデオ等のジャケットには片仮名でケン・メトカルフ、ケン・メトカルフェと表記されることもある。

## 来歴

### 映画俳優としての活動
古くは1968年より映画出演歴があり、1997年まで出演が確認出来る。初期の作品の『国際秘密警察/悪の城塞』(1970年)はフィリピンとインドの合作の異色作だが、英語版だったためにアメリカ映画として日本でも劇場公開された。シリオ・H・サンティアゴ、エディー・ロメロ、ジョーイ・ロメロ、ボビー・A・スアレスといったフィリピンの職人監督の作品に多く起用されたが、キャリアを通して脇役が殆どだった。ベトナム戦争物の将校や政府の高官などの権力側の役が多く、悪役も演じることがあった。
時には珍奇な役どころもあり、エディー・ロメロ監督の『半獣要塞/ドクターゴードン』(1972年/未/ビデオ)ではレイヨウ男を粗末な特殊メークでもって演じた。これは｢ドクター・モローの島｣を意識した作品で、ブレーク前のパム・グリアーが豹女役で出ていたことでも知られる。また、シリオ・H・サンティアゴが製作した香港を舞台にしたブラック・アクション『アイアンマンと不思議な仏像』(1974年/未/ビデオ)ではスキンヘッドの悪役で、珍妙なお経を唱える場面が見られた。尚、この作品のオープニングの演武は『海燕ジョーの奇跡』(1984年)で時任三郎の実父に扮したオマー・カマーによるものだった。
1974年の『マニラ・コネクション』(未ソフト化)では端役だったが、主演は1998年にフィリピン大統領に当選したジョゼフ・エストラーダだった。

### 助監督として
1970年の戦争物『マハーリカ』(未ソフト化)に助監督としてクレジットされている。メトカーフは端役でも出演している。フィリピン映画だが、米国のテレビ俳優のポール・バーク、『オール・ザ・キングスメン』(1949年)でアカデミー賞の主演男優賞に輝いたブローデリック・クロウフォード、往年のスターであるファーリー・グレンジャーが出演していた。

### 脚本家として
1970年代から脚本家としての活動を開始し、『アイアンマンと不思議な仏像』(1974年/未/ビデオ)や『TNTジャクソン』(1974年/未/ビデオ)、『鉄腕少年/バイオニック・キッド』(1979年/未/ビデオ)、『カラテ・ガール』(1981年/未/ビデオ)、『ヘルホール』(1982年/未/ビデオ)、『黙示録の勇者たち』(1985年/未ソフト化)、『マッド・ウエポン/復讐の爆裂部隊』(1985年/未/ビデオ)などがあり、原案も手掛けながら出演もすることが殆どで、シリオ・H・サンティアゴ監督やボビー・A・スアレス監督一派の作品が多い。

### 配役監督として
シドニー・J・フューリー監督の『ヤング・ソルジャー/米海兵隊員・青春の記録』(1978年/未/ビデオ)辺りから配役監督として活動を始め、フランシス・コッポラ監督の超大作『地獄の黙示録』(1979年)では配役助手としてエキストラの手配に腕を奮った。彼の下に付いたのが後にフィリピン・アクション・ギャングと呼ばれる俳優のドン・ゴードン・ベルだった。
『地獄の黙示録』での経験がキャリアに箔を付け、その後は合作映画のフィリピン配役監督を幾本か担当している。主なものにシリオ・H・サンティアゴ監督『ストライカー(最後のアマゾネス)』(1983年/未/ビデオ/テレビ放映)、サム・ファーステンバーグ監督『アメリカン忍者』(1985年)、ジョン・アーヴィン監督『ハンバーガー・ヒル』(1987年)、アーロン・ノリス監督『ブラドック/地獄のヒーロー3』(1988年)、オリヴァー・ストーン監督『7月4日に生まれて』(1989年)、ノリス監督『デルタフォース2』(1990年)、『DNA2』(1996年/未/ビデオ)がある。

### プロデューサーとして
合作映画に於けるフィリピン側の共同製作を務めることもあった。代表的なものに『地獄のヒーロー』(1984年)と『アメリカン忍者』(1985年)がある。尚、『燃えよNINJA』(1981年/未/ビデオ/テレビ放映)では出演すると共にロケーション・マネージャーを担当した。

## フィルモグラフィ
1968年
- 『コンバット・キラーズ』(未ソフト化)

1970年
- 『国際秘密警察/悪の城塞』
- 『マハーリカ』(未ソフト化)

1972年
- 『半獣要塞/ドクターゴードン』(未/ビデオ)
- 『アトランチスの謎』(未/テレビ放映)
- 『ウーマン・ハンター』(未/ビデオ)

1973年
- 『復讐の掟』(未/ビデオ)
- 『とんでるスチュワーデス』(未/ビデオ)

1974年
- 『アイアンマンと不思議な仏像』(未/ビデオ)
- 『TNTジャクソン』(未/ビデオ)
- 『マスター・サムライ』(未ソフト化)
- 『マニラ・コネクション』(未ソフト化)

1975年
- 『カバーガール』(未/ビデオ)

1976年
- 『熱い監獄/ムーザース』(未/ビデオ)
- 『じゃじゃ馬殺し/アメリカン・ビューティ・ホステージ』(未/ビデオ)

1978年
- 『ヤング・ソルジャー/米海兵隊員・青春の記録』(未/ビデオ)

1979年
- 『ドラゴン・レディ1』(未/ビデオ)
- 『鉄腕少年/バイオニック・キッド』(未/ビデオ)
- 『ジュラシック・ジョーズ』(未/dvd)

1981年
- 『カラテ・ガール』(未/ビデオ)
- 『燃えよNINJA』(未/ビデオ/テレビ放映)

1983年
- 『ストライカー(最後のアマゾネス)』(未/ビデオ/テレビ放映)

1985年
- 『POW地獄からの脱出』(未/ビデオ)
- 『コマンド・ファイター』(未/ビデオ)
- 『マッド・ウエポン/復讐の爆裂部隊』(未/ビデオ)
- 『黙示録の勇者たち』(未ソフト化)
- 『ダブル・ファイター/復讐の戦士』(未/ビデオ)(出演場面カット)

1988年
- 『ゴリラ・フォース』(未/ビデオ)
- 『8月の銃弾』(テレビ・ミニシリーズ/ビデオ)
- 『女戦士怒りの復讐』(未/ビデオ)

1989年
- 『ナム・エンジェルス』(未/ビデオ)
- 『レディ・ウエポン(美人刑事シルク)』(未/ビデオ/テレビ放映)

1990年
- 『未来戦士伝/メタルガン(未来戦士/怒りの対決)』(未/ビデオ/テレビ放映)(クレジットなし)

1991年
- 『フィールド・オブ・ファイアー』(未/ビデオ)

1992年
- 『戦場のライオン』(未/ビデオ)

1994年
- 『最後通牒』(未ソフト化)